# Castellet-lès-Sausses
Castellet-lès-Sausses es una comuna francesa situada en el departamento de Alpes de Alta Provenza, en la región Provenza-Alpes-Costa Azul.

## Demografía
| 152 | 134 | 104 | 114 | 119 | 106 | 141 |
| Para los censos de 1962 a 1999 la población legal corresponde a la población sin duplicidades (Fuente: INSEE [Consultar]) |     |     |     |     |     |     |